# Skarresø Festival
Skarresø Festival - Danmarks Byggefestival er Danmarks eneste byggeri festival. 
Skarresø Festival afholdes hvert år i uge 29 i landsbyen Skarresø i Syddjurs Kommune.
I modsætning til andre festivaler er det håndværket og byggeoplevelsen der er i fokus.
Festivalen arrangeres af Foretagsomheden i samarbejde med kulturforeninger i Østjylland.